# Regina Bruins
Regina Bruins (Leiderdorp, 7 d'octubre de 1986) és una ciclista neerlandesa que va ser professional del 2009 al 2012. Del seu palmarès destaca el Campionat nacional en contrarellotge de 2009.

## Palmarès
- 2007
  - 1a a la Heuvelland Classic
- 2008
  -  Campiona dels Països Baixos en contrarellotge per equips
- 2009
  -  Campiona dels Països Baixos en contrarellotge
  - Vencedora d'una etapa al Tour del Gran Mont-real
  - 1a a l'Open de Suède Vårgårda TTT
- 2010
  - 1a a la Kasseien Omloop Exloo
  - 1a a l'Open de Suède Vårgårda TTT
  - Vencedora d'una etapa al Tour de l'Aude